# 李礼成
李 礼成（り れいせい、生没年不詳）は、北魏末から隋にかけての政治家・軍人。字は孝諧。本貫は隴西郡狄道県。西涼の武昭王李暠の六世孫。

## 経歴
李延寔の子の李彧と豊亭公主元季瑤（孝荘帝の姉）の五男として生まれた。7歳のとき、父の姉妹の子にあたる蘭陵郡太守の鄭顥とともに北魏の孝武帝に従って関中に入った。西魏の大統年間、著作郎を初任とし、太子洗馬・員外散騎常侍に転じた。北周が建てられると、平東将軍・散騎常侍の位を受けた。後に軍功により、車騎大将軍・儀同三司の位を受け、脩陽県侯に封ぜられ、遷州刺史に任ぜられた。少数民族の反発を買う徴発を控えるよう武帝に諫めて聞き入れられた。北斉に対する征戦に従軍し、晋陽包囲に参加して、兵を率いて晋陽の南門を攻撃した。北斉の将軍の席毗羅が精兵を率いて抗戦したので、礼成は奮戦して席毗羅を撃退した。開府儀同三司の位を加えられ、冠軍県公に進み、北徐州刺史に任ぜられた。まもなく長安に召還されて、民部中大夫となった。
礼成は妻の竇氏を早くに亡くし、楊堅の知遇を受けて、楊堅の妹を後妻に迎えた。580年、楊堅が北周の丞相となると、位は上大将軍に進み、司武上大夫に転じて、楊堅の側近を務めた。581年、隋が建てられると、陝州刺史に任ぜられ、爵位は絳郡公に進んだ。まもなく召還されて左衛将軍となった。583年2月、右武衛大将軍に転じた。8月、襄州総管として出向し、善政で知られた。数年後、左衛大将軍となった。ときに突厥が隋の北辺にしばしば侵攻したので、礼成は寧州刺史に任ぜられて対応を委ねられた。1年あまりして、病のため長安に召還され、邸で死去した。
子の李世師は、度支侍郎となった。

## 伝記資料
- 『隋書』巻50 列伝第15
- 『北史』巻100 列伝第88